# Владимиров Ігор Петрович
Владимиров Ігор Петрович (нар. 1 січня 1919 — 20 березня 1999) — радянський і російський актор і режисер театру та кіно, театральний педагог. Народний артист СРСР (1978).

## Життєпис
Ігор Владимиров народився в Катеринославі (нині м. Дніпро). Сім'я незабаром після його народження переїхала до Харкова, а 1932 року — до Ленінграду.
4 липня 1941 року Владимиров був зарахований добровольцем до Гвардійської стрілецької дивізії Ленінградської Армії Народного ополчення. Воював на Ленінградському фронті. 1943 року був демобілізований. Того ж року Ігор Владимиров закінчив Ленінградський кораблебудівний інститут, проте незабаром зрозумів, що його покликання — театр.
Поступив на акторський факультет Ленінградського театрального інституту, який закінчив 1948 року. Після закінчення інституту недовгий час служив у Ленінградському обласному театрі оперети і Ленінградському гастрольному театрі. 1949 року був прийнятий у трупу ленінградського театру імені Ленінського комсомолу, де грав ролі молодих героїв. Під керівництвом Георгія Товстоногова молодий актор долучився до азів режисерської професії. 1956 року разом з Г. Товстоноговим перейшов у Великий драматичний театр імені Горького, де до кінця 1960 року працював режисером-стажистом, здійснив кілька самостійних постановок; одночасно ставив спектаклі в інших ленінградських театрах.
У листопаді 1960 року Ігор Владимиров був призначений головним режисером театру театру імені Ленради. і керував їм до кінця свого життя.
Серед глядачів успіх мали такі вистави, як «Ромео і Джульєтта» Вільяма Шекспіра, «Пігмаліон» Бернарда Шоу, «Гравці» Миколи Гоголя, «Вишневий сад» Антона Чехова тощо.
Поряд з напруженою роботою в театрі Ігор Петрович знімався і в кіно. Дебютував у фільмі «Таємниця двох океанів» (1956), пізніше зіграв головні ролі в ліричній комедії «Казки… казки… казки старого Арбату» та ін. Знявся у низці кінофільмів українських кіностудій, зокрема детективах «Інспектор Лосєв» та «Петля». Список його кінематографічних ролей не надто великий, проте деякі з них користувалися великою любов'ю глядачів. Особливо це відноситься, безсумнівно, до прекрасного акторського дуету з А. Б. Фрейндліх у фільмі Е. М. Савельєвої «Старомодна комедія». 
Як режисер зняв один фільм: музичну кіноказку для дорослих «Зайвий квиток» (1982), де головні ролі грали О. Я. Соловей і М. С. Боярський. 
Помер Ігор Владимиров 20 березня 1999 у 80 років. Похований на Большеохтінському цвинтарі у Санкт-Петербурзі.

## Фільмографія
Акторські кінороботи у фільмах:
- «Таємниця двох океанів» (1956)
- «У дні Жовтня» (1958)
- «Сіра хвороба» (1966)
- «Твій сучасник» (1967)
- «Наші знайомі» (1968)
- «Потрійна перевірка» (1969)
- «Приборкання вогню» (1972)
- «Виконуючий обов'язки» (1973)
- «Найжаркіший місяць» (1974)
- «Велике протистояння» (1974)
- «Звичайний місяць» (1976)
- «Моя справа» (1976)
- «Зворотний зв'язок» (1977)
- «Запрошення до танцю» (1977)
- «Талант» (1977)
- «Старомодна комедія» (1978)
- «Світ у трьох вимірах» (1980)
- «Надзвичайні обставини» (1980)
- «Фронт в тилу ворога» (1981)
- «Зайвий квиток» (1982)
- «Казки… казки… казки старого Арбату» (1982)
- «Інспектор Лосєв» (1983)
- «Петля» (1983)
- «Летаргія» (1983)
- «Життя Клима Самгіна» (1988)
- «Шапка» (1990)

Режисер-постановник:
- «Людина зі Стратфорда» (1964, фільм-спектакль)
- «Приборкання норовливої» (1973, фільм-спектакль)
- «Людина і джентльмен» (1973, фільм-спектакль)
- «Ковальова з провінції» (1975, фільм-спектакль)
- «Люди і пристрасті» (1979, фільм-спектакль)
- «Зайвий квиток» (1982)
- «П'ятий десяток» (1982, фільм-спектакль)
- «Переможниця» (1989, фільм-спектакль)